# Guamal (Meta)
Guamal es un municipio de Colombia, situado en el departamento del Meta, al centro-este del país, distando a 41 km de Villavicencio por el suroeste y a 133 km de Bogotá. Guamal es un potencial hídrico, lo cual ha hecho que paulatinamente se esté convirtiendo en un objetivo turístico, siendo uno de los más visitados en el Departamento.

## Toponimia
El nombre de "Guamal" se da por la gran cantidad de especies de árboles de guama que se encontraban en su suelo, entre las que se destacaban la raoemico y la Chancleta, que ofrecían vainas de más de un metro de largo, de cuyo interior se le extraían copos inmensamente blancos de un almíbar con exótica dulzura. Hoy en día es muy difícil encontrarlos. 

## Historia
La ciudad fue fundada por los hermanos Alejandro y Jacinto Caicedo, los hermanos José Aurelio y Pedro Calderón, Jesús Jiménez, Olmos Clemente, Moisés Zúñiga, Luis Francisco Frías, Ana dolores Moreno de Frías y otros en 1956, mientras que el establecimiento de la ciudad fue el 19 de noviembre de 1957.

## Geografía
Ubicado al noroccidente del departamento del Meta, su territorio es en parte montañoso siendo su máxima altura en el Nevado del Sumapaz con 4306  m s. n. m. terminando en la llanura hacia el este. Su clima promedio es de 26 °C y se encuentra 525 metros sobre el nivel del mar. Guamal tiene como atractivos turísticos los baños naturales en sus ríos, Guamal, Humadea y Orotoy, baños que pueden ser toda una aventura.

### Límites municipales
Guamal está delimitada por los siguientes municipios:
| Noroeste: Bogotá, D.C Localidad de Sumapaz (veredas Las Sopas y Los Ríos) Gutiérrez ( Cundinamarca) | Norte: Acacías | Nordeste: Acacías (Río Orotoy)    |
| Oeste: Cubarral                                                                                     |                | Este: Castilla la Nueva           |
| Suroeste: Cubarral                                                                                  | Sur: Cubarral  | Sureste: San Martín (Río Humadea) |

## División Político-Administrativa
Además de su Cabecera municipal. Guamal tiene bajo jurisdicción un Centros poblado: Humadea.

#### Veredas
El Danubio, El Carmen, El Dorado, El Encanto, El Retiro, La Isla, La Paz, Monserrate Alto, Monserrate Bajo, Orotoy, Pio XII, San Miguel, San Pedro, Santa Ana, Santa Bárbara, Santa Teresa, Brisas del Orotoy.

## Símbolos
La bandera de Guamal consta de tres franjas horizontales (Amarillo, blanco y verde). 
El escudo está dividido en tres franjas horizontales: En la franja superior están representados los productos agrícolas y la ganadería, en un sobrero lleno de productos agrícolas y dos cabezas de ganado, fuentes principales de la economía del municipio. La franja central que a su vez está subdividida en dos y separadas por los colores de la bandera, deja ver el templo parroquial, símbolo de la fe católica y monumento arquitectónico de los guamalunos; en la parte derecha están los instrumentos típicos del folclor llanero (arpa, cuatro y capachos). En su parte inferior aparece el paisaje de la llanura colombiana, surcado por el río Guamal, donde sobresale el piedemonte llanero, palmeras y corocoras. Todo esto bajo una cinta que descansa sobre tres anillos entrelazados que representan el deporte y en la cual se lee el lema "Guamal, Tierra de todos", en alusión a la hospitalidad de sus pobladores y más. El escudo de Guamal es de la autoría de Pedro Nel Rey Gutiérrez exalumno del colegio José María Córdoba y originario de la vereda Orotoy. 
El himno de Guamal  "Canto a un pueblo" es de la autoría del compositor Lauro López Acevedo. Escudo e himno fueron presentados oficialmente el 19 de noviembre de 1989, en el marco del Festival de Colonias.